# HAT-P-19
HAT-P-19 är en ensam stjärna belägen i den mellersta delen av stjärnbilden Andromeda. Den har en skenbar magnitud av ca 12,90 och kräver ett kraftfullt teleskop för att kunna observeras. Baserat på parallax enligt Gaia Data Release 3 på ca 4,957 mas beräknas den befinna sig på ett avstånd av ca 658 ljusår (ca 202 parsec) från solen. Den rör sig närmare solen med en heliocentrisk radialhastighet av ca -20 km/s. En undersökning 2012 misslyckades med att hitta några följeslagare till stjärnan.

## Egenskaper
HAT-P-19 är en orange till gul stjärna i huvudserien av spektralklass K1 V Den har en massa av ca 0,86 solmassa, en radie av ca 0,85 solradie och utsänder energi från dess fotosfär motsvarande ca 0,37 gånger solen vid en effektiv temperatur av ca 5 000 K. Stjärnan är gammal men metallberikad, med en mängd tunga grundämnen som motsvarar 250 procent av solens överskott.

## Planetsystem
År 2010 upptäcktes en het exoplanet av Saturnus storlek, HAT-P-19b.Dess jämviktstemperatur är 984 ± 10 K, och den är grå till färgen.
Mätningarna av variationer i transittidspunkten 2015 och 2018 upptäckte inga ytterligare planeter i systemet.

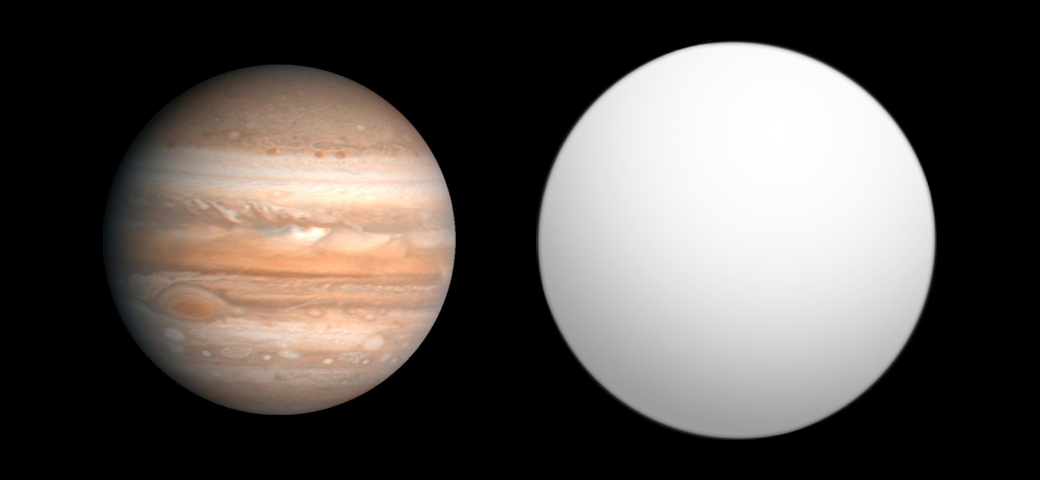
Storleksjämförelse av HAT-P-19 b och Jupiter

| Planet | Massa            | Halv storaxel (AE) | Siderisk omloppstid (d) | Excentricitet | Inklination        | Radie            |
| ------ | ---------------- | ------------------ | ----------------------- | ------------- | ------------------ | ---------------- |
| b      | 0,290 ± 0,016 MJ | 0,04649 ±          | 4,00878236 ± 0,00000049 | 0,084 ± 0,041 | 88,67 + 0,41−0,25° | 1,089 ± 0,018 RJ |